# Xuyên Mộc (district)
Xuyên Mộc is een district in de Vietnamese provincie Bà Rịa-Vũng Tàu.
De oppervlakte van het district bedraagt 642,19 km² en heeft ruim 132.000 inwoners. De hoofdplaats van het district is Phước Bửu.